# Мексико на Светском првенству у атлетици на отвореном 2013.
Мексико је на Светском првенству у атлетици на отвореном 2013. одржаном у Москви од 10. до 18. августа учествовао четрнаести пут, односно учествовао је на свим првенствима до данас. Репрезентацију Мексика представљало је 16 такмичара (11 мушкараца и 5 жена) који су се такмичили у 11. дисциплина (8 мушких и 3 женских).,
На овом првенству Мексико је по броју освојених медаља делило 32. место са 1 освојеном медаљом (бронзана).. Поред тога постављена су два рекорда сезоне. У табели успешности према броју и пласману такмичара који су учествовали у финалним такмичењима (првих 8 такмичара) Мексико је било 30. са 8 бодова.
| Плас. | Земља   | 1. место | 2. место | 3. место | 4. место | 5. место | 6. место | 7. место | 8. место | Бр. финал. | Бод. |
| ----- | ------- | -------- | -------- | -------- | -------- | -------- | -------- | -------- | -------- | ---------- | ---- |
| =32.  | Мексико | 0        | 0        | 1        | 0        | 0        | 0        | 1        | 0        | 2          | 8    |

## Учесници
| Мушкарци: - James Eichberger — 800 м - Дијего Естрада — 5.000 м - Хуан Луис Бариос — 10.000 м - Хосе Антонио Урибе — Маратон - Исак Палма — 20 км ходање - Дијего Флорес — 20 км ходање - Омар Зепеда — 50 км ходање - Орасио Нава — 50 км ходање - Омар Сегура — 50 км ходање - Едгар Ривера — Скок увис - Луис Ривера — Скок удаљ | Жене: - Марисол Ромеро — 10.000 м - Мадај Перез — Маратон - Monica Equihua — 20 км ходање - Јанели Кабаљеро — 20 км ходање - Лизбет Силва — 20 км ходање |  |

## Освајачи медаља

### Бронза
- Луис Ривера — Скок удаљ

## Резултати

### Мушкарци
| Атлетичар          | Дисциплина   | Лични рекорд       | Квалификације | Квалификације | Полуфинале           | Полуфинале           | Финале               | Финале             | Детаљи         |
| Атлетичар          | Дисциплина   | Лични рекорд       | Резултат      | Место         | Резултат             | Место                | Резултат             | Место              | Детаљи         |
| ------------------ | ------------ | ------------------ | ------------- | ------------- | -------------------- | -------------------- | -------------------- | ------------------ | -------------- |
| James Eichberger   | 800 м        | 1:45,88 НР         | 1:47,96       | 6. у гр 4     | Није се квалификовао | Није се квалификовао | Није се квалификовао | 32 / 47(49)        | [ мртва веза ] |
| Дијего Естрада     | 5.000 м      | 13:15,33           | 13:48,38      | 12. у гр 2    |                      |                      | Није се квалификовао | 25 / 29 (31)       |                |
| Хуан Луис Бариос   | 10.000 м     | 27:28,82           |               |               |                      |                      | Нису завршили трку   | Нису завршили трку |                |
| Хосе Антонио Урибе | Маратон      | 2:12:43            |               |               |                      |                      | Нису завршили трку   | Нису завршили трку |                |
| Дијего Флорес      | 20 км ходање | 1:21:56            | 1:26:46       | 32 / 52 (64)  |                      |                      |                      |                    |                |
| Исак Палма         | 20 км ходање | 1:21:13            | 1:28:14       | 37 / 52 (64)  |                      |                      |                      |                    |                |
| Омар Зепеда        | 50 км ходање | 3:48:38            | 3:50:43 ЛРС   | 19 / 46 (61)  |                      |                      |                      |                    |                |
| Орасио Нава        | 50 км ходање | 3:45:21            | 3:58:09       | 32 / 46 (61)  |                      |                      |                      |                    |                |
| Омар Сегура        | 50 км ходање | 3:57:48            | 3:58:34       | 35 / 46 (61)  |                      |                      |                      |                    |                |
| Едгар Ривера       | Скок увис    | 2,28               | 2,22          | 2. у гр Б     |                      |                      | Није се квалификовао | 22 /32 (34)        |                |
| Луис Ривера        | Скок удаљ    | 8,46 (+1.3 m/s) НР | 8,04 кв       | 2. у гр. А    | 8,27                 |                      |                      |                    |                |

### Жене
| Атлетичарка     | Дисциплина   | Лични рекорд | Квалификације    | Квалификације    | Полуфинале | Полуфинале | Финале   | Финале       | Детаљи |
| Атлетичарка     | Дисциплина   | Лични рекорд | Резултат         | Место            | Резултат   | Место      | Резултат | Место        | Детаљи |
| --------------- | ------------ | ------------ | ---------------- | ---------------- | ---------- | ---------- | -------- | ------------ | ------ |
| Марисол Ромеро  | 10.000 м     | 31:46,43     |                  |                  |            |            | 32:16,36 | 11 / 11 (19) |        |
| Мадај Перез     | Маратон      | 2:22:59 НР   | 2:34:23 ЛРС      | 7 / 46 (72)      |            |            |          |              |        |
| Јанели Кабаљеро | 20 км ходање | 1:30:58 НР   | 1:32:37          | 25/ 56 (62)      |            |            |          |              |        |
| Monica Equihua  | 20 км ходање | 1:31:09      | 1:36:46          | 51 / 56 (62)     |            |            |          |              |        |
| Лизбет Силва    | 20 км ходање | 1:35:44      | дисквалификована | дисквалификована |            |            |          |              |        |